# Bonnefantenklooster (Maastricht)
Het Bonnefantenklooster, ook wel Sepulchrijnenklooster, is een voormalig kloostercomplex in het centrum van de Nederlandse stad Maastricht. Het gebouw diende van 1626 tot 1796 als klooster van de Reguliere Kanunnikessen van het Heilig Graf (Latijn: sepulchrum = graf). Van 1952 tot 1979 was hier het Bonnefantenmuseum gevestigd, dat aan het klooster zijn naam dankt. Daarna zijn er verschillende diensten van de Universiteit Maastricht gevestigd.

## Geschiedenis
De sepulchrijnen waren tijdens de middeleeuwen ontstaan in het Heilige Land, als vrouwelijke tegenhanger van de koorheren van het Heilig Graf. Eind 16e eeuw kreeg de orde nieuw leven ingeblazen met een vestiging in Charleville, van waaruit diverse kloosterstichtingen in Frankrijk en de Nederlanden plaatsvonden, onder andere in Nieuwstadt, dat toen bij het hertogdom Gulik hoorde. Vanwege de troebelen samenhangend met de Tachtigjarige Oorlog weken de zusters van Nieuwstadt uit naar het Sint-Elisabethklooster van de cellebroeders in Luik. De zusters gaven onderwijs aan meisjes en werden daarom Soeurs des Bons Enfants genoemd, later verbasterd tot "bonnefanten". In 1626 kregen enkele zusters toestemming om zich vanuit Wezet (Visé) in Maastricht te vestigen, in 1629 goedgekeurd door koning Filips III van Spanje. Overste Helena de la Croix d'Enckevoert vestigde zich een jaar later met vijf zusters op een braakliggend terrein bij de Lenculenpoort.
Bij het beleg van 1632 werd Maastricht door Staatse troepen veroverd, waarna een aantal zusters vluchtten naar Luik. De overgeblevenen hadden het moeilijk omdat ze, vanwege hun vermeende banden met het Spaanse hof, gewantrouwd werden. Ze hielden zich voornamelijk bezig met onderwijs aan meisjes uit de betere standen, zowel katholieke als protestantse. In 1672 brak driemaal brand uit in het klooster, waarvan tweemaal vermoedelijk aangestoken door een zuster met protestantse sympathieën, die vervolgens naar Noord-Nederland uitweek. Na het beleg van 1673 was Maastricht vijf jaar bezet door de legers van de katholieke Lodewijk XIV van Frankrijk. Nu waren er weer meer mogelijkheden om het klooster te herbouwen en uit te breiden. Daartoe werden enkele aangrenzende tuinen aangekocht. Van 1686 tot 1697 werd de nieuwbouw ter hand genomen. In 1709 kwam de kapel gereed, gebouwd naar een ontwerp van stadsbouwmeester Gillis Doyen. Een jaar later werd de kerk 'voorlopig' gewijd door de kanunnik Eyssen van het Sint-Servaaskapittel. De officiële kerkwijding vond plaats door de Luikse wijbisschop Pierre-Louis Jacquet op 5 juli 1740. Door schenkingen van invloedrijke families kon het klooster en de kerk worden verfraaid.
Tijdens het beleg van 1748 werd de kloosterkapel drie weken als kazerne gebruikt, waarna ze opnieuw gewijd moest worden. In 1773 werd de jezuïetenorde op last van de paus opgeheven. Vanuit het Maastrichtse Jezuïetenklooster verhuisden enkele beelden naar de Bonnefantenkapel. In 1796 werd, op last van de Fransen, ook het Bonnefantenklooster gesloten en fungeerde daarna, tot 1917, opnieuw als kazerne. Van 1924-1930 waren er 32 woningen voor arbeidersgezinnen in gevestigd. Na 1945 was het in gebruik als kunstenaarsatelier voor Charles Eyck en Daan Wildschut. Van 1947-1950 werd het gebouw gerestaureerd en huisvestte vanaf 1952 het Limburgs Provinciaal Museum van Kunst en Oudheden, later Bonnefantenmuseum geheten. Van 1968-1971 werd ook de kapel gerestaureerd. Toen ontdekte men een grafkelder met nissen daterend van 1712-1794, waarin de zusters werden bijgezet. In 1979 vertrok het Bonnefantenmuseum en werden de gebouwen ingericht voor gebruik door de Universiteit van Maastricht, eerst als bijgebouw van de universiteitsbibliotheek ("Bonnefanten Learning Spaces"); later als servicecentrum voor studentenzaken..

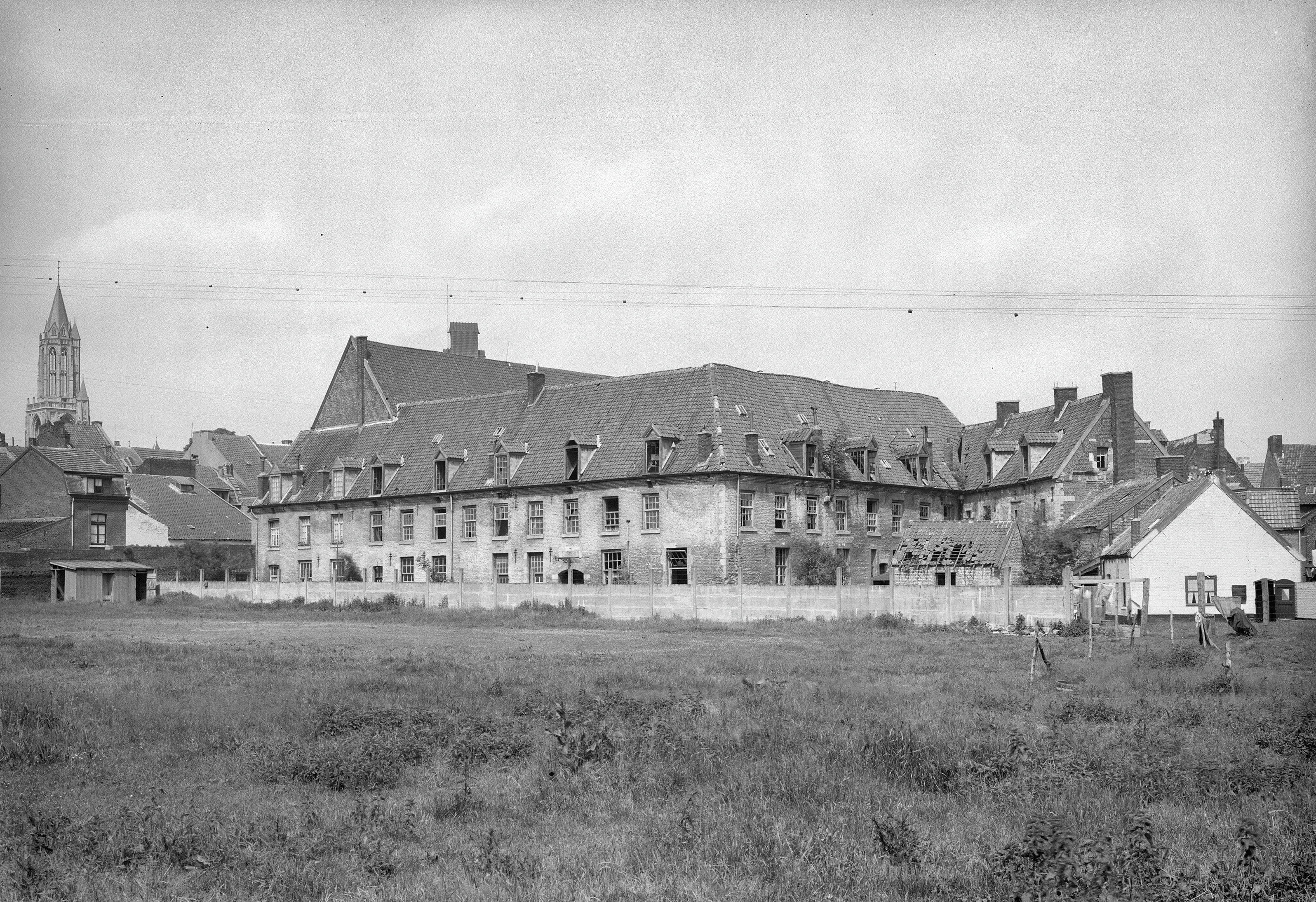
Vervallen kloostercomplex, 1937
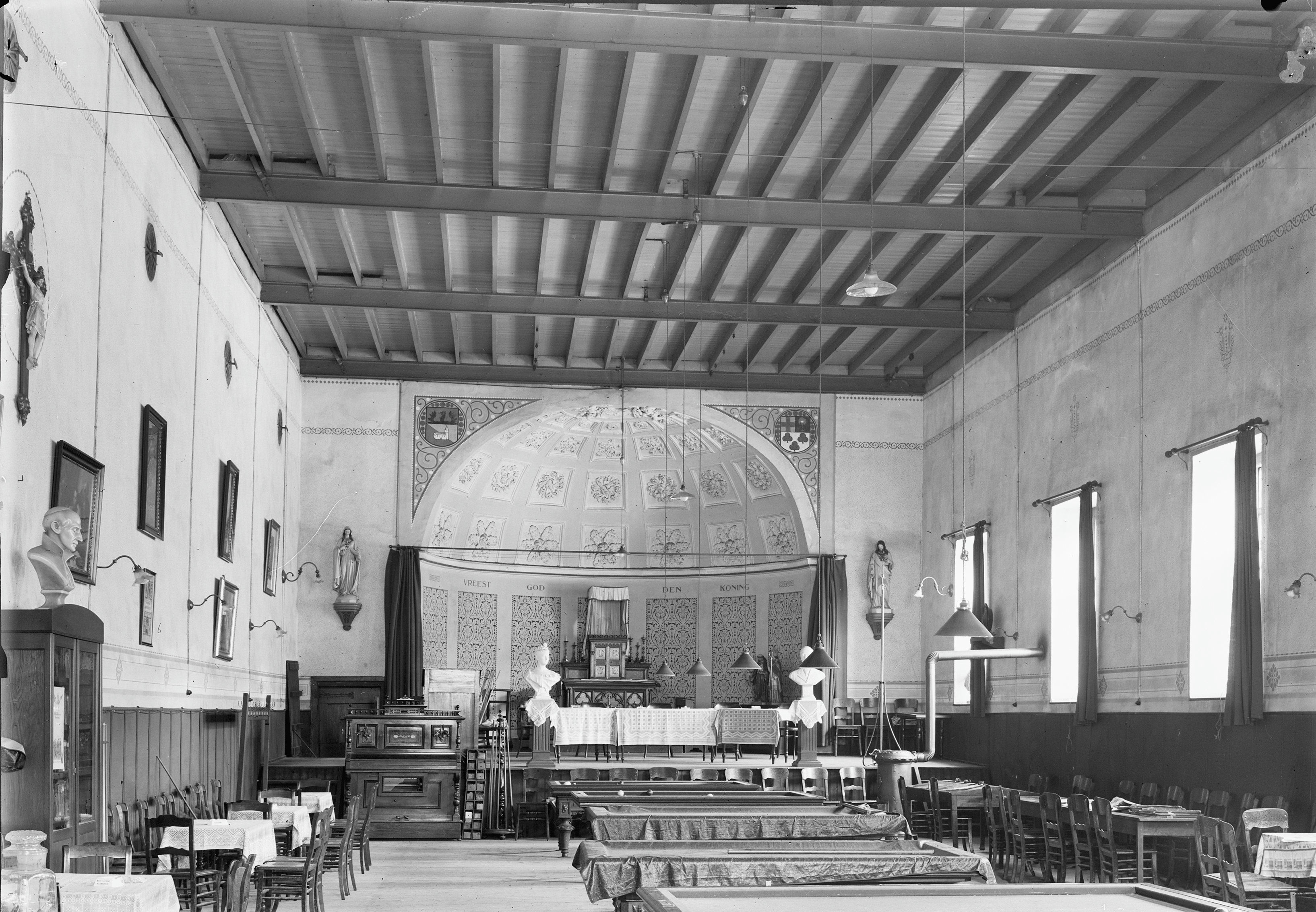
Interieur kloosterkerk, 1937
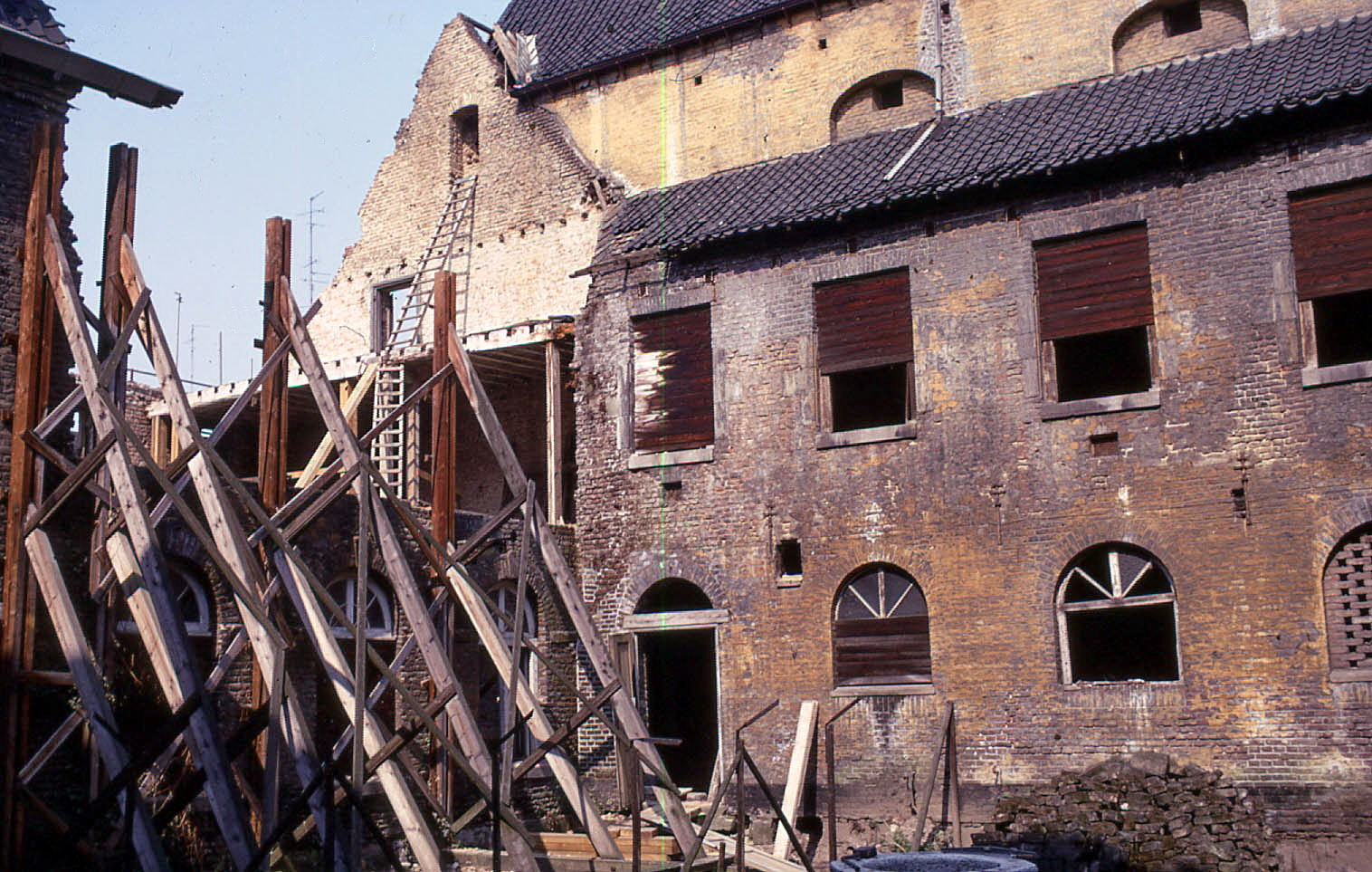
Restauratie kloostervleugels, 1947-1950
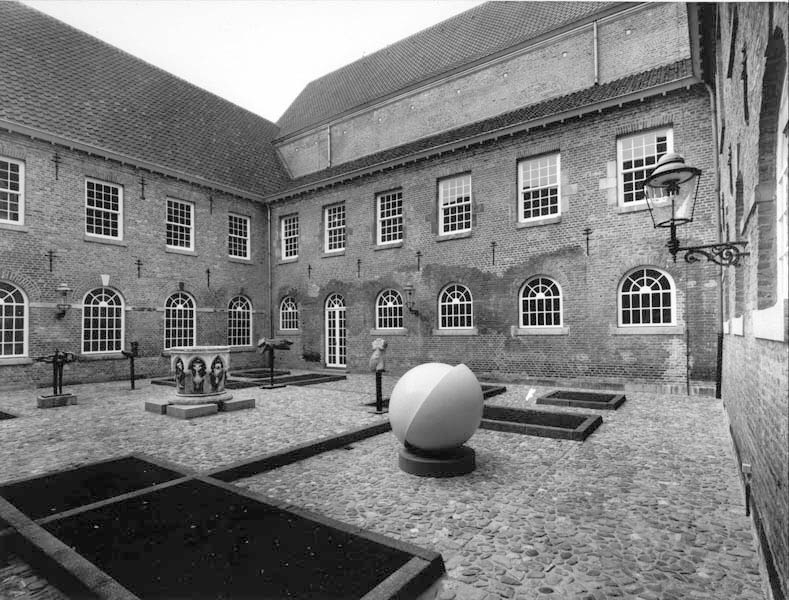
Binnenplaats Bonnefantenmuseum, 1969
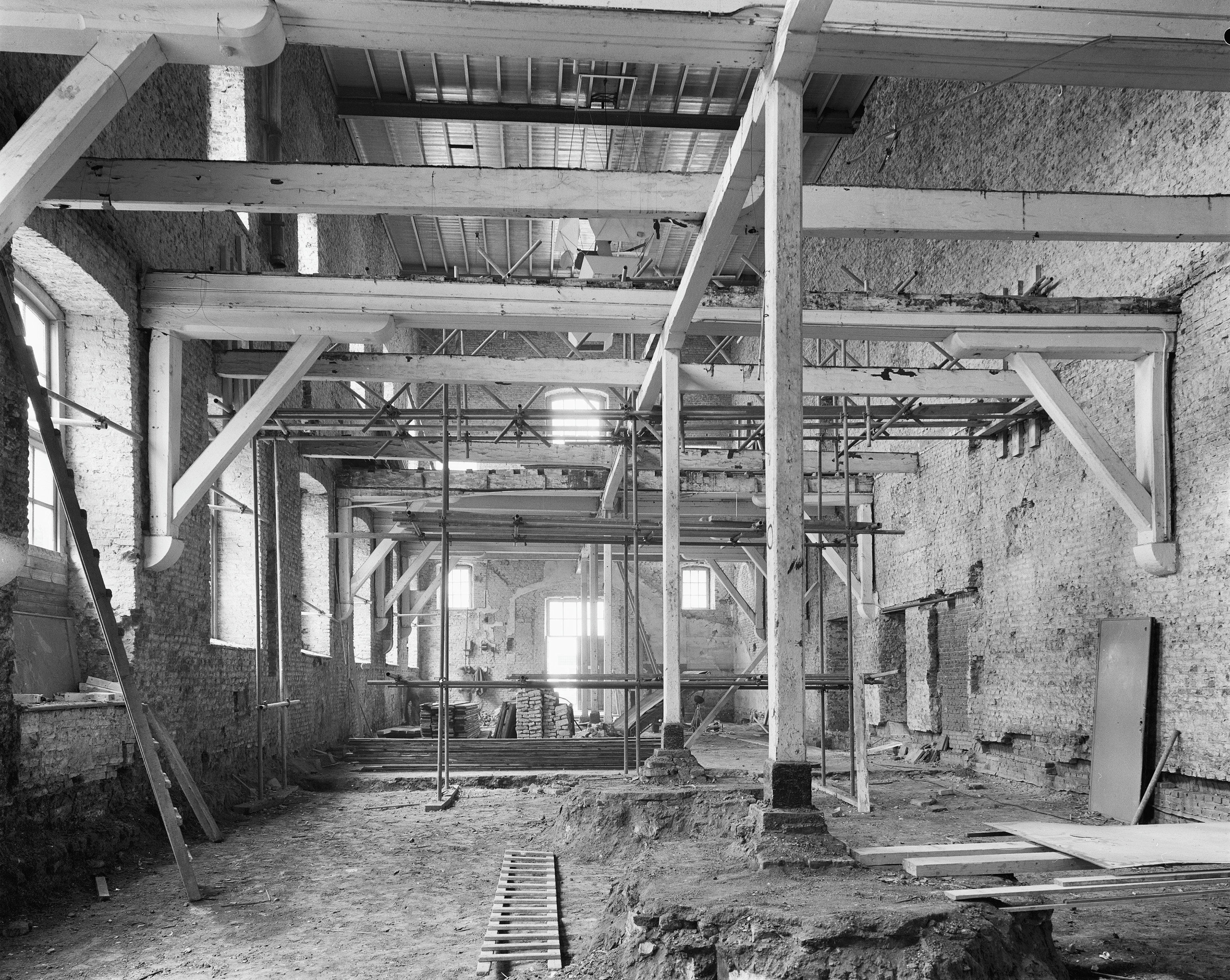
Restauratie kloosterkerk, 1970

## Beschrijving gebouw
Het kloostergebouw bestaat uit drie om een pandhof gelegen vleugels uit de 17e eeuw en een kloosterkerk uit de vroege 18e eeuw, die de noordvleugel vormt.

### Kloosterkerk
De Bonnefantenkerk werd omstreeks 1707 gebouwd door stadsbouwmeester Gilles Doyen. De kerk was niet georiënteerd, dus het koor lag in het westen. Aan de kant van de Ezelmarkt heeft de kerk een fraaie pilastergevel in de stijl van het Hollands classicisme. Vier hardstenen pilasters met Ionische kapitelen verdelen de gevel verticaal in drie segmenten, waarvan het middelste breder is. Hier bevindt zich de monumentale entree met een halfrond fronton van Naamse steen. Daaronder is een Latijns chronogram aangebracht: erIt sepVLChro DoMInI gLorIa ("eer aan het graf van de Heer"), waarvan de Romeinse cijfers het jaartal 1709 vormen. In de smalle delen bevinden zich hardstenen nissen, waarin ooit heiligenbeelden stonden. Deze waren ooit vervangen door ramen, maar zijn bij een recente restauratie hersteld. Het grote, driehoekige fronton dat de gevelbekroning vormt, is gevuld met uitbundig beeldhouwwerk in laatbarokke stijl. Het reliëf stelt de Opstanding voor. Het voormalige kerkgebouw herbergt het bezoekerscentrum van de UM en van daar uit is de grafkelder te bezichtigen. Van het oorspronkelijke kerkinterieur is niets meer over.

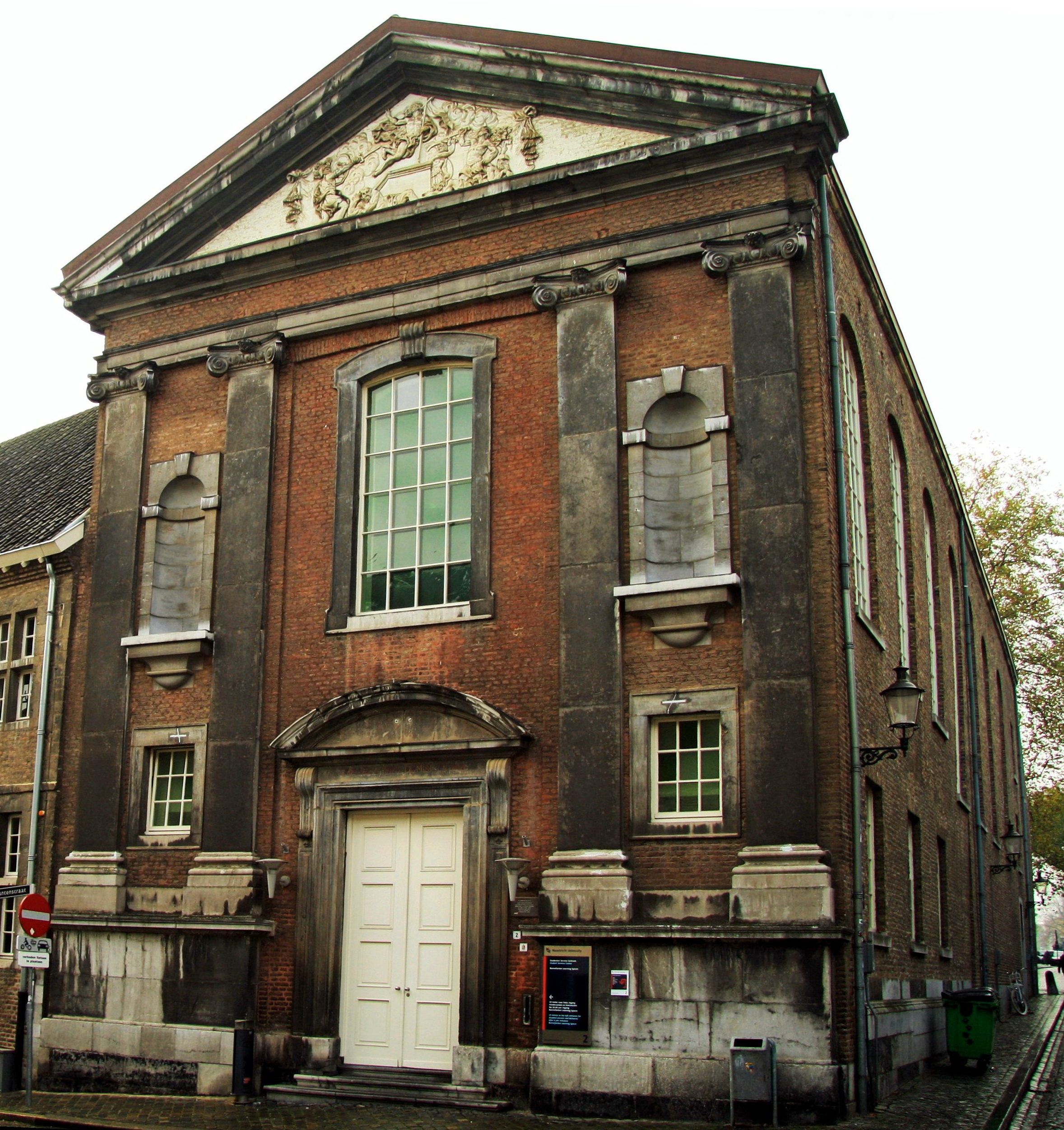
Oostgevel
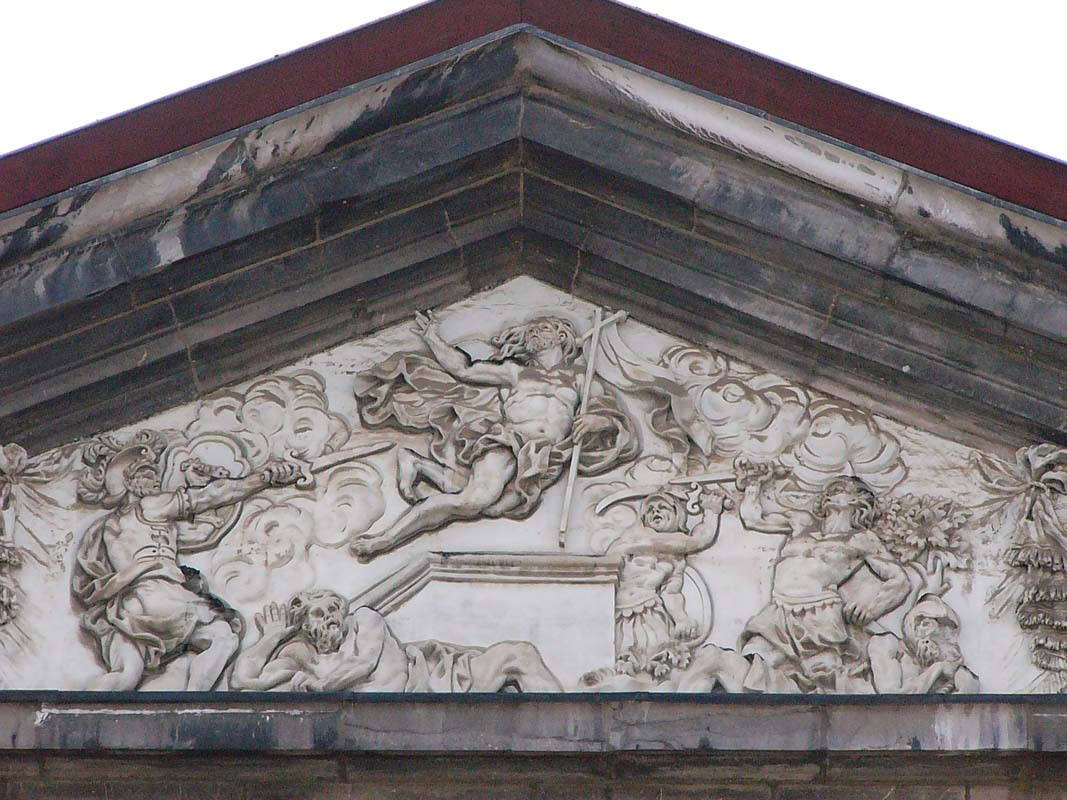
Beeldhouwwerk fronton
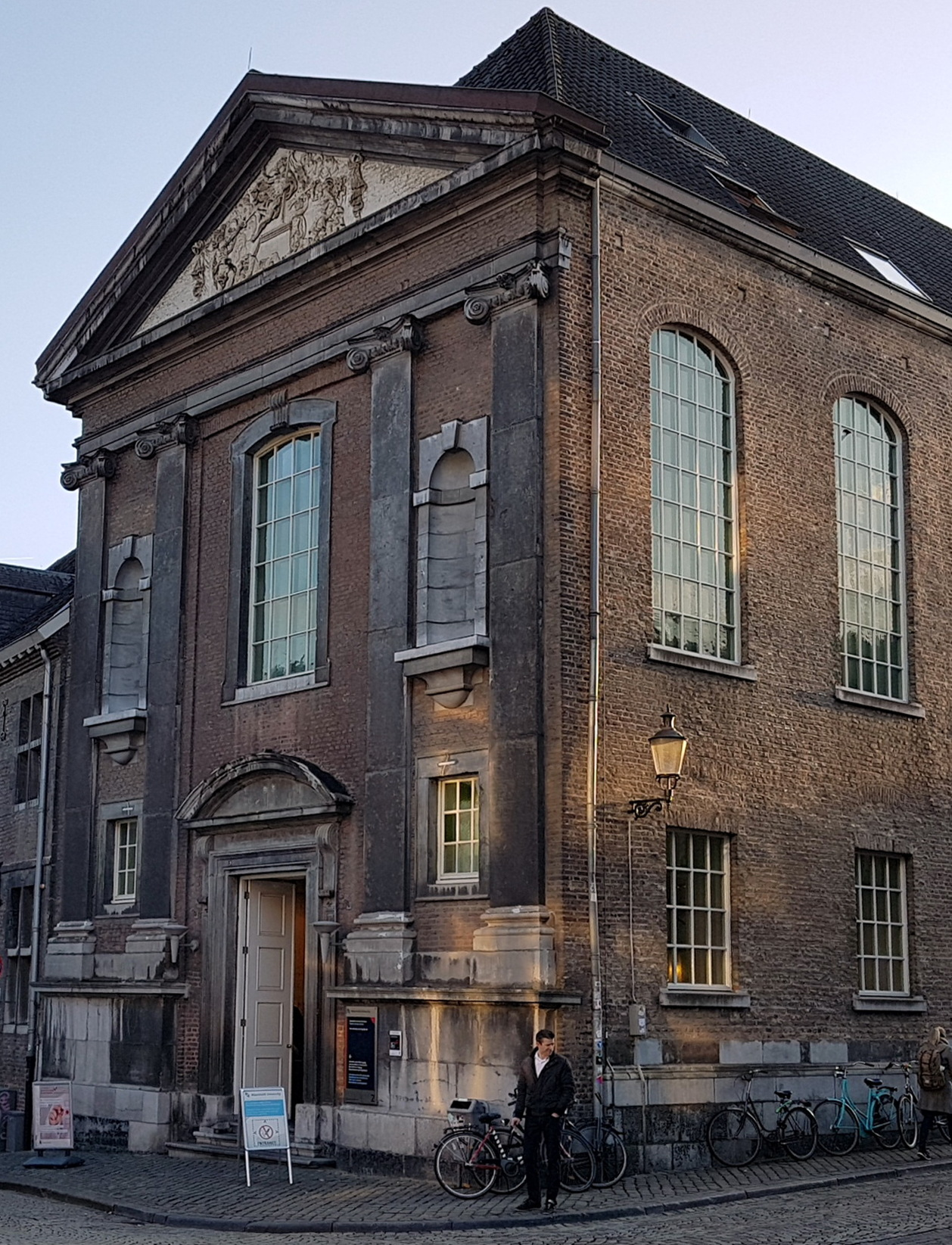
Vanuit het noordoosten
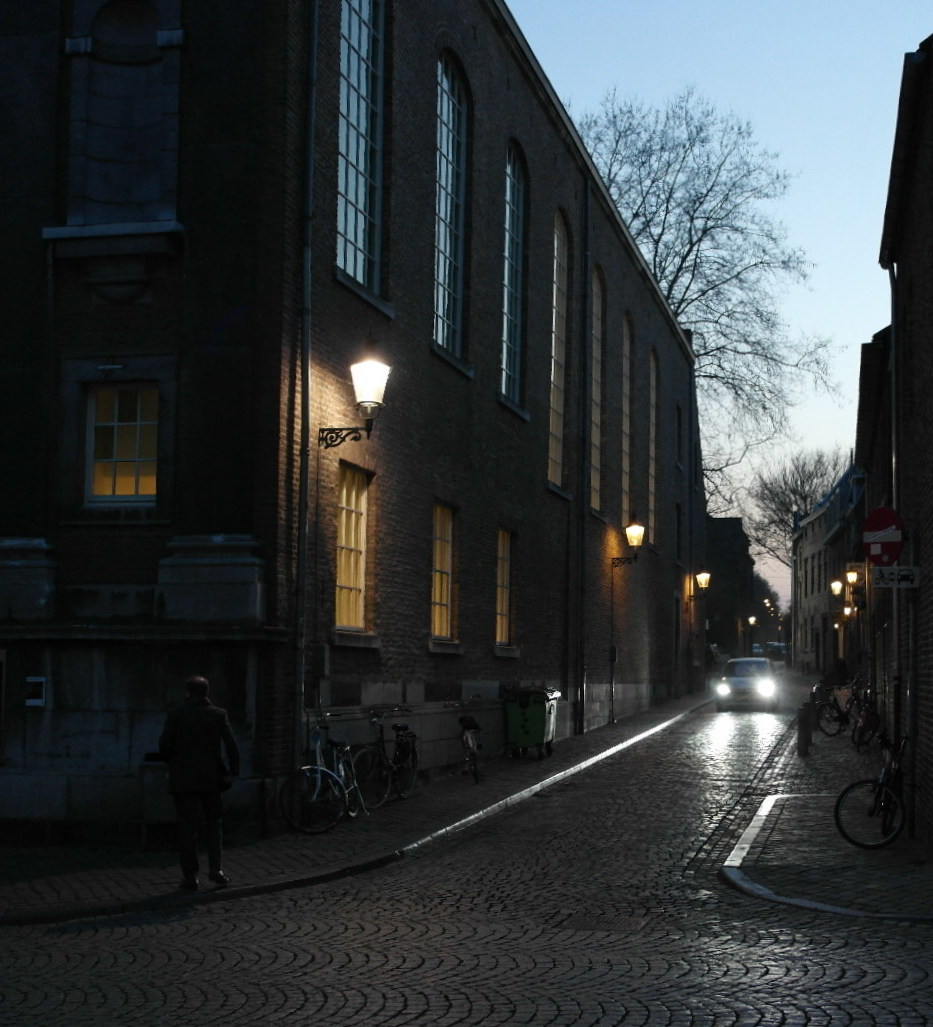
Noordgevel
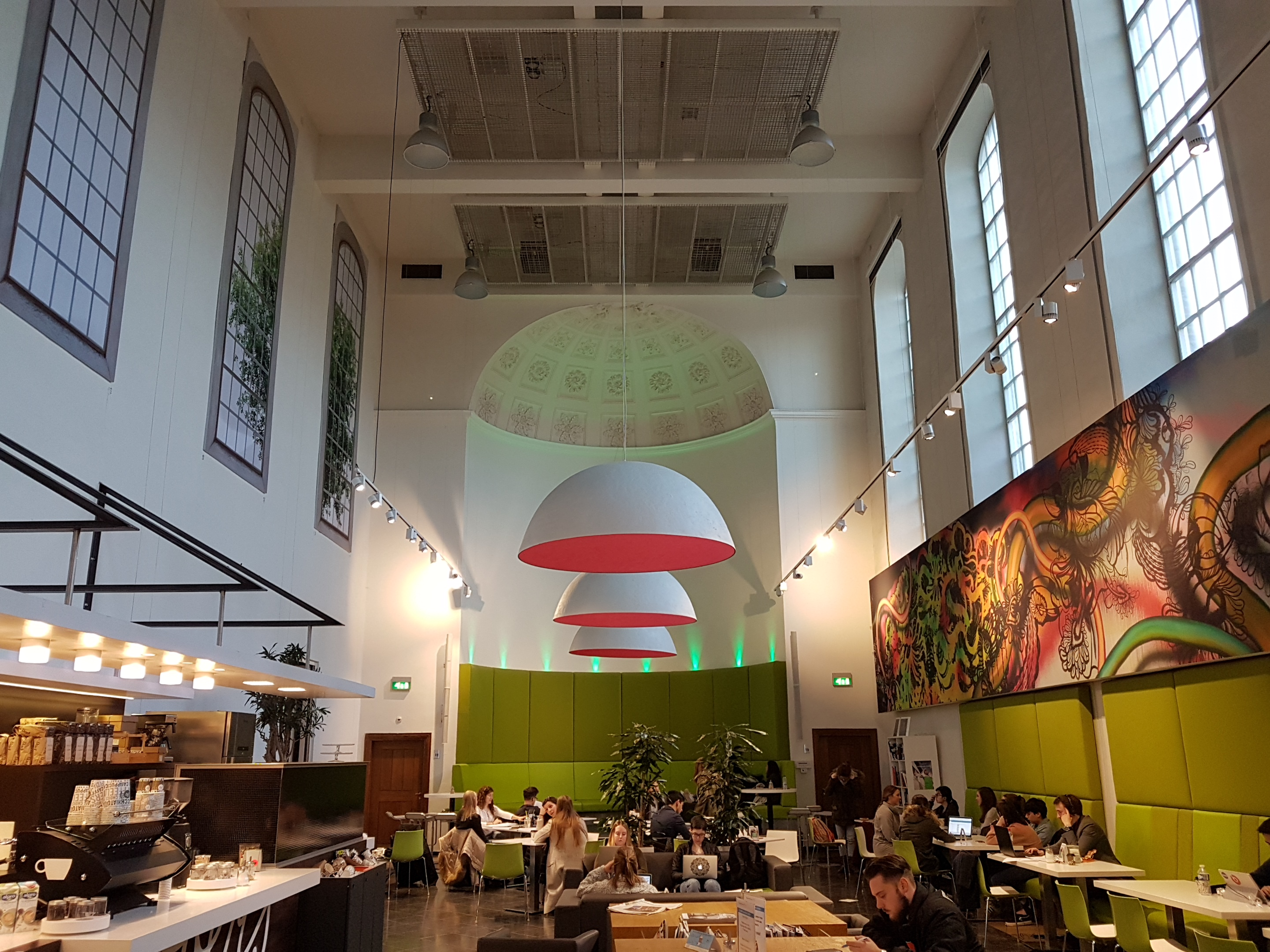
Interieur

### Kloostervleugels
De kloostervleugels dateren van kort na de brand van 1672 in de lokale bouwstijl van de Maaslandse renaissance met kruisvensters (gerestaureerd). De muren zijn van baksteen met hier en daar speklagen van mergel. De muurankers hebben de vorm van een patriarchaal kruis, symbool van de sepulchrijnen. De zuidvleugel werd voltooid in 1696; deze is langer dan de andere vleugel en treedt buiten het carré van de grondvorm. Een groot deel van deze gevel is herbouwd. In de westgevel aan het Academieplein bevindt zich boven een deur de wapensteen van Claude-Frédéric t'Serclaes van Tilly en zijn vrouw Anna Antoinette d'Aspremont Lynden. Deze is waarschijnlijk van elders afkomstig.
Bij de verbouwing in de jaren 1980 is getracht het historische karakter zo veel mogelijk te behouden, maar door de bewogen geschiedenis is van het interieur van het Bonnefantenklooster vrijwel niets meer over, afgezien van enkele balkconstructies. De imposante eikenhouten trap is niet origineel. Deze is door prof. Timmers, destijds directeur van het Bonnefantenmuseum, in 1951 in Luik aangekocht, samen met 15 oude deuren.

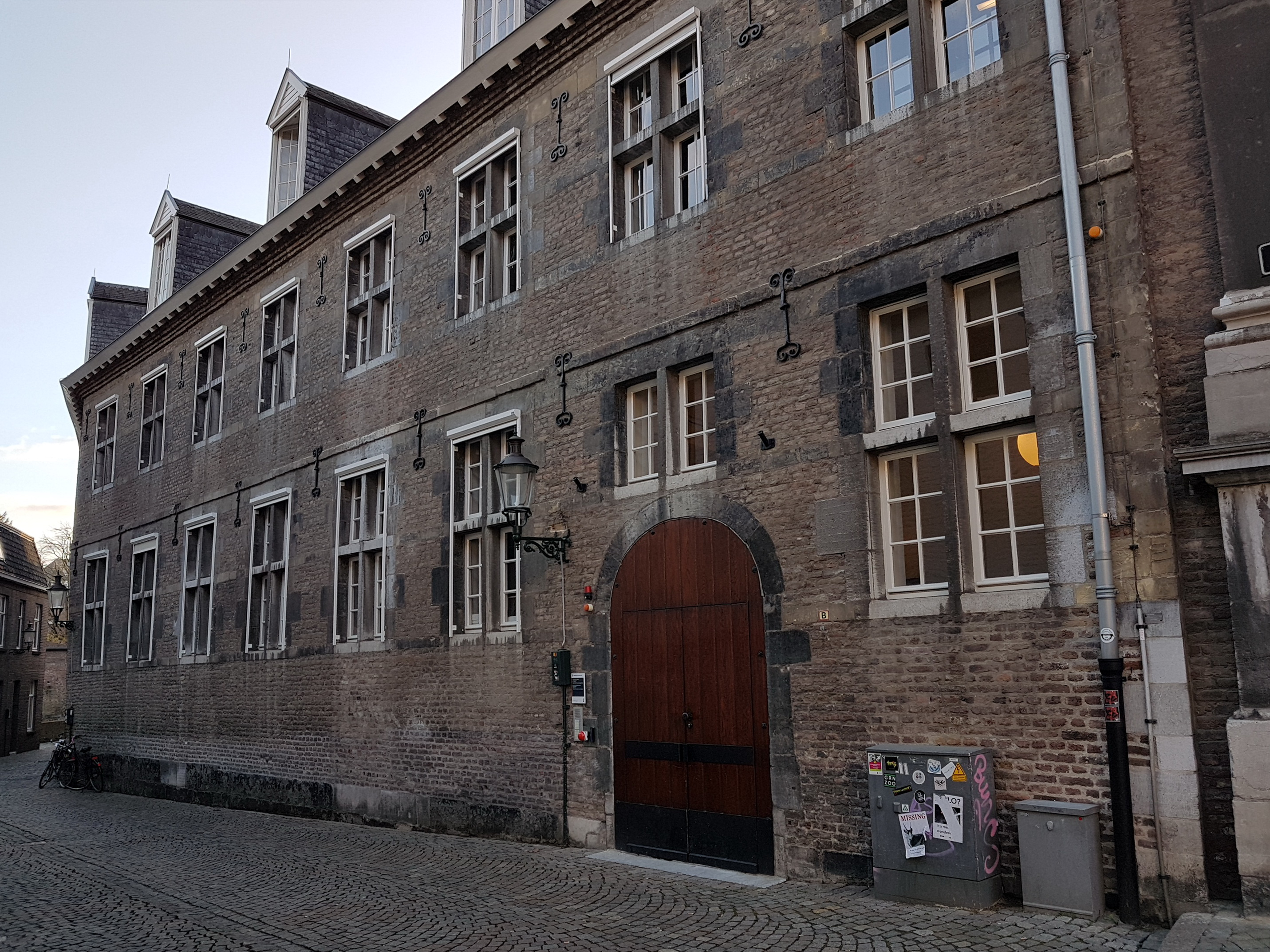
Oostgevel Bonnefantenstraat
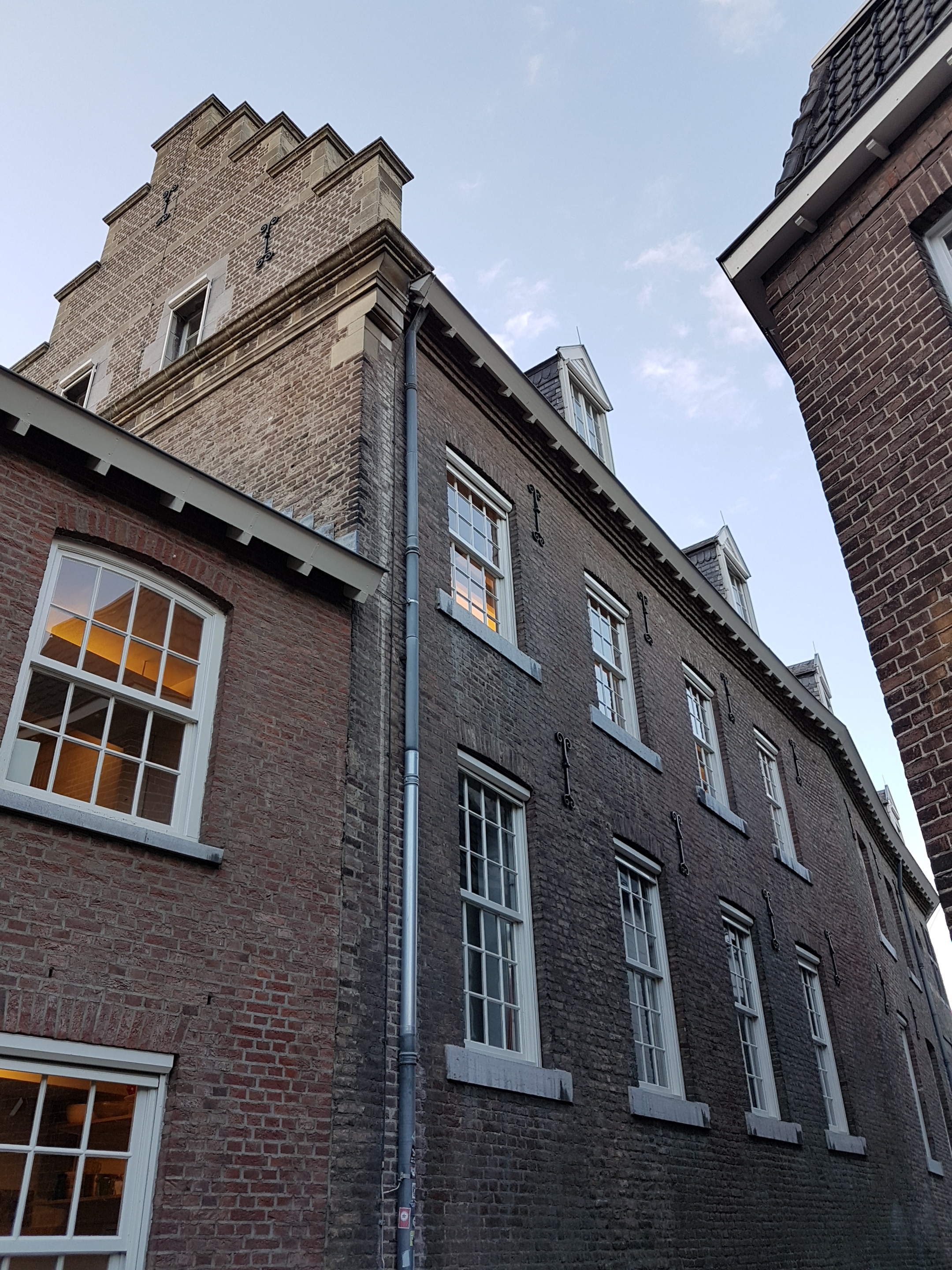
Trapgevel Bonnefantenstraat
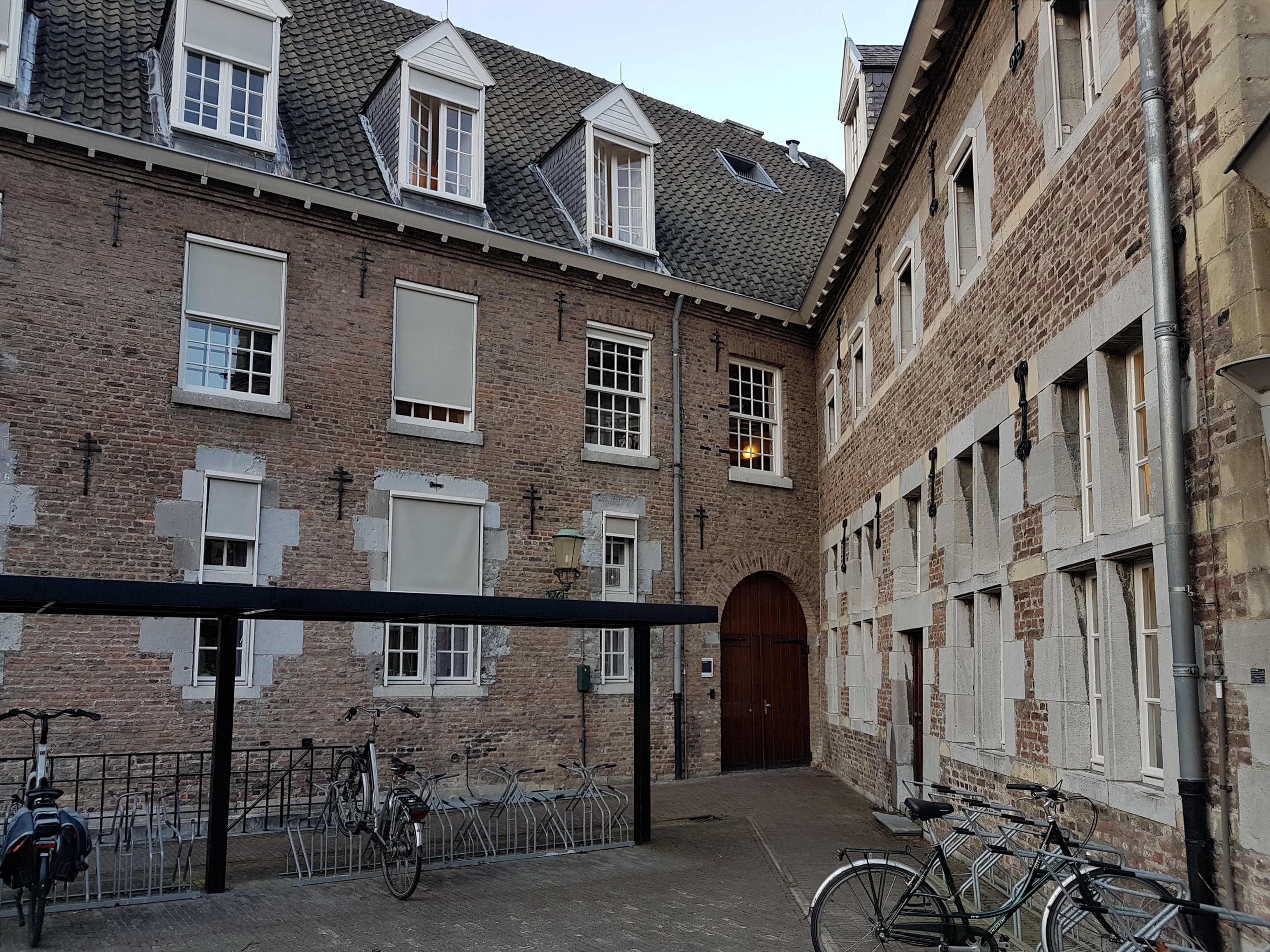
Zuidgevel Academieplein
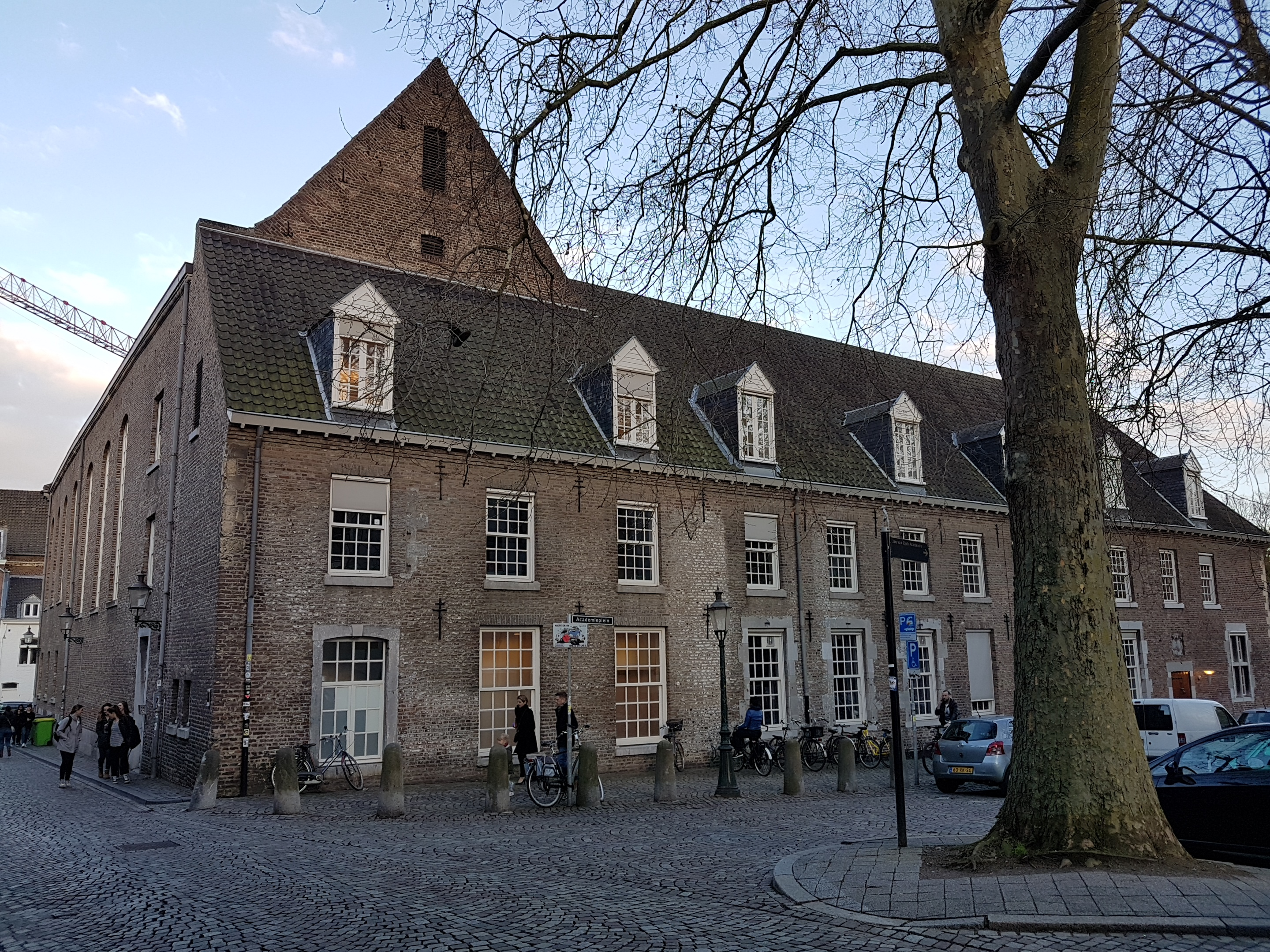
Westgevel Academieplein
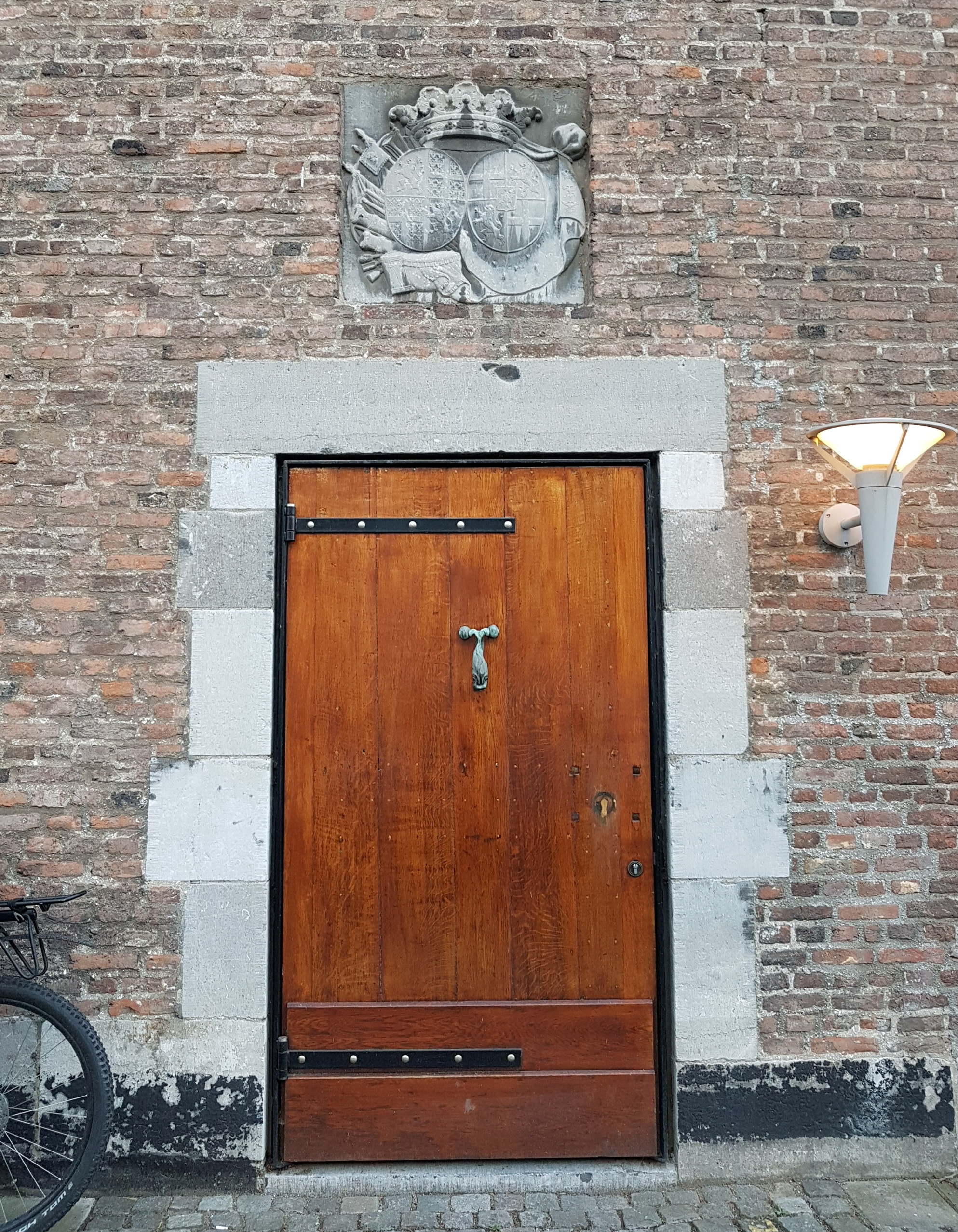
Westgevel met wapensteen